# Helen Zahavi
Helen Zahavi (Londres, 1966) es una escritora británica.  

## Biografía
La familia de su madre proviene de Odessa, y su padre fue un soldado polaco destinado al Reino Unido en la Segunda Guerra Mundial. Helen Zahavi ha vivido varios años en París y ha trabajado también como traductora de ruso.

## Obra
- Dirty Weekend (1991)
- True Romance (1994)
- Donna and the Fatman (1998)
- Brighton Boy (2013)